# 沖浦村
沖浦村（おきうらそん）は、山口県大島郡にあった村。現在の周防大島町の南西端にあたる。

## 地理
- 海洋 ： 伊予灘
- 山岳 ： 頂海山、馬の背、源明山
- 島嶼 ： 上荷内島、下荷内島

## 歴史
- 1889年（明治22年）4月1日 - 町村制の施行により、秋村・出井村[1]・戸田村・横見村・日見村の区域をもって発足。
- 1945年（昭和20年）8月21日 - 下荷内島沖合で輸送船「伊草丸（873トン）」が触雷により沈没[2]。
- 1955年（昭和30年）1月15日 - 蒲野村・大島町と合併し、改めて大島町が発足。同日沖浦村廃止。
- 1956年（昭和31年）4月10日 - 大島町のうち旧村域の一部（大字秋の一部）が橘町に編入。